# Take One
Take One là album đầu tay không chính thức của á quân American Idol Adam Lambert. Album bao gồm các bài hát được viết trước khi anh thử giọng cho American Idol season 8, nhưng được phát hành sau đó, ngày 17 tháng 11 năm 2009. Album đã bán được trên 48.000 bản tại Hoa Kỳ.

## Thông tin album
Album là tuyển tập các bài hát Lambert đã thu âm năm 2005. Cũng như một số nghệ sĩ khác, các ca khúc này của anh đã không được phát hành, cho đến anh trở nên nổi tiếng nhờ American Idol. Take One đã được phát hành trong cùng tháng với album đầu tay sau American Idol, For Your Entertainment.

## Danh sách bài hát
| STT | Nhan đề                             | Thời lượng |
| --- | ----------------------------------- | ---------- |
| 1.  | "Climb"                             | 4:39       |
| 2.  | "December"                          | 3:29       |
| 3.  | "Fields"                            | 3:42       |
| 4.  | "Did You Need It"                   | 5:09       |
| 5.  | "More Than"                         | 3:16       |
| 6.  | "Wonderful"                         | 4:19       |
| 7.  | "Castle Man"                        | 5:04       |
| 8.  | "Hourglass"                         | 4:49       |
| 9.  | "Light Falls Away"                  | 7:12       |
| 10. | "First Light"                       | 2:39       |
| 11. | "Want (December Remix)"             | 3:27       |
| 12. | "Spotlight (Did You Need It Remix)" | 4:22       |
| 13. | "On with the Show (Fields Remix)"   | 4:06       |

## Xếp hạng
| Bảng xếp hạng (2009)                  | Vị trí cao nhất |
| ------------------------------------- | --------------- |
| U.S. Billboard 200                    | 72              |
| U.S. Billboard Top Independent Albums | 6               |

## Lịch sử phát hành
| Năm  | Ngày                 | Loại đĩa | Hãng đĩa         |
| ---- | -------------------- | -------- | ---------------- |
| 2009 | 17 tháng 11 năm 2009 | CD       | Rufftown Records |